# Nicolas-Joseph Beaurepaire
Nicolas-Joseph Beaurepaire (Coulommiers, 7 de janeiro de 1740 - Verdun, 2 de setembro de 1792) foi um oficial francês.
Comandou a defesa de Verdun contra a invasão do exércitos aliados da Primeira Coalizão, pouco antes de serem detidos na Batalha de Valmy. Escolheu a morte por suicídio para evitar a desonra de entregar Verdun.
Ele foi enterrado no Panteão de Paris, embora seu corpo tenha desaparecido desde então.